# Dampiera restiacea
Dampiera restiacea är en tvåhjärtbladig växtart som beskrevs av Ernst Georg Pritzel. Dampiera restiacea ingår i släktet Dampiera, och familjen Goodeniaceae. Inga underarter finns listade i Catalogue of Life.